# Statistické přejímky
Statistické přejímky slouží k rozhodnutí, zda dodávky určitých výrobků od dodavatele vyhovují požadavkům odběratele, kterého zajímá jakost dodávky, neboli podíl vadných výrobků v dodávce. Proto se při přejímce provádí přejímací kontrola jakosti, která se podle rozsahu dělí na stoprocentní a výběrovou.
Při stoprocentní přejímací kontrole jakosti se překontroluje celá dodávka. Tato kontrola je ale zpravidla nereálná, neboť je časově náročná a velmi nákladná. Stoprocentní přejímací kontrola může však přicházet v úvahu zcela výjimečně u malých dodávek či u dodávek, u kterých je vyžadována mimořádná jakost. Jestliže se výrobek při kontrole ničí, mění svou jakost nebo kontrola vede k poškození unikátního obalu, je stoprocentní kontrola vyloučená. Proto se nahrazuje výběrovou přejímací kontrolou, při níž se kontroluje jen určitá část dodávky. Tím do přejímky vstupuje prvek náhodnosti, tudíž se objektivní rozhodnutí o jakosti dodávky dá provést jen na základě teorie pravděpodobnosti a matematické statistiky. Přejímky založené na těchto metodách se nazývají statistické přejímky.
Přejímky se v praxi využívají při vstupní, popřípadě i při výstupní kontrole.
Přejímací postupy by měly dodavateli i odběrateli zajistit, aby náklady na provedení kontroly byly co nejmenší a odbourat to, aby odběratel přijímal dodávky s nevyhovující jakostí a naopak, aby se dodavateli nevracely dodávky s přijatelnou jakostí.

## Základní typy statistických přejímek
Statistické přejímky lze rozdělit podle různých kritérií. Podle způsobu kontroly jakosti výrobku se rozlišují:
- statistickou přejímku srovnáváním – zda zkoumaná jednotka, je nebo není neshodná, se rozhoduje podle určité měrky,
- statistickou přejímku měřením – zda zkoumaná jednotka, je nebo není neshodná, se rozhoduje podle určitého znaku.[4]

Podle způsobu výběru výrobků ke kontrole se dělí přejímky na:
- statistickou přejímku jedním výběrem – náhodně se vybere z celkového počtu N jednotek předem stanovený počet n jednotek,
- statistickou přejímku dvojím výběrem – náhodně se vybere nejdříve n1 jednotek a pokud se nedojde k rozhodnutí, vybere se ještě n2 jednotek,
- statistickou přejímku několikerým výběrem – rozšíření dvojí přejímky na tři a více výběrů,
- statistickou přejímku sekvenční (postupným výběrem) – náhodně se vybere jedna jednotka, po její kontrole se zvolí jedna ze tří variant dalšího postupu:
  1. dodávka se přijme;
  2. dodávka se nepřijme;
  3. vybere se další jednotka.

Podle toho, jak se nakládá se zamítnutými dodávkami, existují přejímky:
- statistické přejímky bezopravné – zamítnutá dodávka se již nekontroluje,
- statistické přejímky opravné – dodávka, která byla zamítnuta, se stoprocentně zkontroluje, neshodné jednotky se nahradí shodnými a pak se tato dodávka převezme.[5]

Statistické přejímky jsou často využívány marketingovými odděleními pro kontrolu kvality. Díky jejich využití firma eliminuje nedostatky a její zákazníci se mohou spolehnout na vysokou kvalitu výrobků a jejich nízkou poruchovost.